# موتورولا i1 (موبايل)
موتورولا i1 (بالإنجليزية: Motorola i1)‏ هو هاتف ذكي من موتورولا يعمل بنظام أندرويد، تم طرحه في الأسواق في 20 يونيو 2010.

## الخصائص
- نظام التشغيل: أندرويد
- الكاميرا الخلفية: 5 ميجابكسل
- الشاشة: 320 × 480
- الوزن: 131 غ (4.6 أونصة)
- المعالج: 500 ميجا هرتز
- الذاكرة: 256 ميجابايت